# Dorothée
Frédérique Hoschedé, mucho más conocida como Dorothée, (París, el 14 de julio de 1953). Es una 
cantante, actriz, productora y presentadora de televisión francesa.

## Biografía
Frédérique Hoschedé nace en la clínica Belles Feuilles en el distrito XVI de París y pasa su infancia en Bourg-la-Reine con su padre Maurice (23/11/1919 - 18/07/1977), su madre, Jacqueline (20/06/1925 - 27/08/1997),y su hermano mayor Jean-François.
En 1971 Frédérique Hoschedé es descubierta por Jacqueline Joubert gracias a un certamen de teatro y en septiembre de 1973 debuta en la televisión en el programa Les mercredis de la jeunesse bajo el pseudónimo de Dorothée. En 1975 presenta la sección Le Club en el programa Les Visiteurs du mercredi. Tras 18 meses alejada de la televisión vuelve a Antenne 2 como presentadora de continuidad. En 1977 vuelve a presentar un programa infantil titulado Dorothée et ses amis.

### Etapa:RÉCRÉ A2
En 1978 Jacqueline Joubert es la responsable de la programación infantil de Antenne 2 y encomienda a Dorothée la presentación de un nuevo espacio televisivo para el verano: Récré A2
El programa obtiene un amplio respaldo del público y se mantiene en antena a lo largo de 10 años.
En Récré A2 Dorothée estaba acompañada de William Leymergie, Ariane Gil, Patrick Simpson-Jones, Jean Jacques Chardeau, Cabu, Alain Chaufour, Ariane Carletti, Corbier, Jacky y Zabou Breitman.
Paralelamente será la protagonista de la película L'Amour en fuite del realizador francés François Truffaut. En 1980 protagoniza Pile ou face de Robert Enrico.
Es en este periodo cuando conoce a Jean-Luc Azoulay y Claude Berda, de AB Productions, que producen su primer disco Dorothée au pays des chansons. Triunfa con éxitos como tchou, tchou le petit train (1981), Rox & Rouky (1981), Hou la menteuse ! (1982), Les Schtroumpfs (1983), Pour faire une chanson (1983), Qu'il est bête ! (1984), C'est dur de travailler (1984), Allo, allo Monsieur l'ordinateur (1985), Les petits Ewoks (1985), Détective privé (1985), Vive les vacances (1985), Maman (1986) o Tant qu'on a des amis (1986).
Entre 1981 y 1983 vende más de 4 millones de discos y en abril de 1981 actúa por primera vez en la sala Olympia (París).
Se convierte en una presentadora muy popular presentando la noche de Navidad de 1983 un programa especial en Antenne 2 con Michel Drucker, Bernard Pivot, Philippe Bouvard, Carlos y Jane Birkin.
En 1985 Dorothée recibe un premio "Victoire de la musique" en la categoría de intérpretes para niños por su canción "Les petits Ewoks".

#### Etapa:CLUB DOROTHÉE
En 1987 la recientemente privatizada TF1 le nombra directora de la Unidad de programas para la juventud y crea el programa Club Dorothée que se mantendrá en antena durante 10 años siendo líder indiscutible de audiencias y batiendo todos los récords.
Acompañada de Ariane, Corbier, Patrick y Jacky realizan audiencias del 60 % a lo largo de las más de 30 horas semanales que están en antena (más de 40 horas semanales en periodo de vacaciones escolares).
Se encarga de realizar los diferentes especiales de TF1: Dorothée Show en 1987, Le cadeau de Noël en 1991, Le cadeau de la rentrée en 1992 y Dorothée Rock'n'roll Show en 1993 y 1994, que alcanzaron los 8 millones de espectadores. Ella canta en dúo con Ray Charles, Chuck Berry, Henri Salvador, Cliff Richard, Percy Sledge, Nana Mouskouri, Screamin' Jay Hawkins y Jerry Lee Lewis.
De forma paralela representa espectáculos en los años 90. Ostenta el récord para el Palacio de los Deportes de Bercy (París) con 58 espectáculos entre 1990 y 1996. En diciembre de 2010 regresa a la escena de Bercy, con lo que sumarán 59 representaciones en total.
Durante este periodo publicará numerosos éxitos musicales con temas como Docteur, Ça donne envie de chanter (1987), Attention danger, La machine avalé (1988), Tremblement de terre, Nicolas et Marjolaine (1989), Chagrin d'amour, Un jour on se retrouvera (1990), Les neiges de l'Himalaya, Le collège des cœurs brisés (1991), Une histoire d'amour, Bats-toi (1992), 2394, Si j'ai menti (1993), Folle de vous, Des millions de copains (1994).
En 1991 actúa en China en la apertura del Festival de Shanghái, espectáculo retrasnmitido para 650 millones de espectadores.

## Discografía

### Albums Studio
- 1980: Dorothée au pays des chansons, AB Disques/CBS.
- 1981: Candy raconte à Dorothée
- 1982: Hou la menteuse ! (1 500 000 ejemplares, disco de diamante), AB Disques/Polydor.
- 1983: Pour faire une chanson (950 000 exemplaires, Triple disque platine), AB Disques/Polydor.
- 1983: Les Schtroumpfs (160 000 ejemplares, disco de oro), AB Disques/Polydor.
- 1984: Qu'il est bête ! (100 000 ejemplares, disco de oro), AB Disques/Polydor.
- 1984: Schtroumpfs parade
- 1985: Allo, allo Monsieur l'ordinateur.(280 000 ejemplares, doble disco de oro), AB Disques/Polygram.
- 1986: Maman (500 000 ejemplares, disco de platino), AB Disques/Polygram.
- 1987: Docteur (220 000 ejemplares, doble disco de oro), AB Disques/Polygram.
- 1988: Attention danger (360 000 ejemplares, disco de platino), AB Disques/Polygram.
- 1989: Tremblement de terre (450 000 ejemplares, disco de platino), AB Disques/Polygram.
- 1990: Live à Bercy, AB Disques/Polygram.
- 1990: Chagrin d'amour (250 000 ejemplares, doble disco de oro), AB Disques/Polygram.
- 1991: Les neiges de l'Himalaya.(350 000 ejemplares, disco de platino), AB Disques/BMG.
- 1992: Une histoire d'amour. (240 000 ejemplares, doble disco de oro), AB Disques/BMG.
- 1993: Bercy 93 (album live), AB Disques/BMG.
- 1993: 2394 (120 000 ejemplares, disco de oro), AB Disques/BMG.
- 1994: Nashville Tennessee (220 000 ejemplares, doble disco de oro), AB Disques/BMG.
- 1995: Bonheur City (95 000 ejemplares, disco de oro), AB Disques/EMI.
- 1996: La honte de la famille (85 000 ejemplares), AB Disques/EMI.
- 2010: Dorothée 2010, JLA Disc/Universal Music.

### Recopilatorios
- 1980: Dorothée et ses amis chantent... (Volumem 1)
- 1982: Les chansons de vos feuilletons TV favoris (Reedición de 1980)
- 1987: Les super chansons de Dorothée
- 1982-1990: Le Jardin des chansons
- 1991: Top Dorothée
- 1994: Cristal collection
- 1997: 15 ans d'amour
- 1998: Le jardin des chansons
- 2004: Les plus belles chansons
- 2006: Dorothée BERCY (90, 93, Zénith 96) (Edición 2 CD)
- 2009: Le jardin des chansons (Volumes 1 à 4) (Edición 4 CD)
- 2010: Best of

### Singles
- 1980: Une fille qu'est ce que c'est ? / Viens t'amuser
- 1980: Musique magique / Ça va chanter, ça va danser
- 1980: Récré A2 Amusons-nous / La chanson des animaux
- 1981: Qu'elle est loin ton Amérique Candy
- 1981: Tchou, tchou le petit train
- 1981: Rox & Rouky (1 100 000 ejemplares, disco de diamante)
- 1982: Enfin Récré A2
- 1982: Hou la Menteuse ! / La Valise (1 300 000 ejemplares, disco de diamante)
- 1983: Au royaume de Diguedondaine
- 1983: Pour faire une chanson (140 000 ejemplares, disco de oro)
- 1983: Les Schtroumpfs (900 000 ejemplares, triple disco de platino)
- 1983: Bonjour Dorothée / Le groupe
- 1984: Schtroumpfs La La
- 1984: Qu'il est Bête ! (80 000 ejemplares, disco de plata)
- 1984: Les Petits Ewoks (140 000 ejemplares, disco de oro)
- 1985: Vive les Vacances
- 1985: Allo, Allo Monsieur l'ordinateur (260 000 ejemplares, doble disco de oro)
- 1986: Tant qu'on a des amis / Détective privé
- 1986: Maman (500 000 ejemplares, disco de platino)
- 1987: Où se cache l'amour ?
- 1987: Toi et moi, vous et nous (duo Jacky)
- 1987: Donjons et dragons (Le sourire du dragon)
- 1987: La chanson des Ewoks
- 1987: Docteur / Ça donne envie de chanter (120 000 ejemplares, disco de oro)
- 1987: La chanson de Candy
- 1988: Attention danger (150 000 ejemplares, disco de oro)
- 1989: La machine avalé (180 000 ejemplares, disco de oro)
- 1989: Tremblement de terre (200 000 ejemplares, doble disco de oro)
- 1990: Nicolas & Marjolaine (180 000 ejemplares, disco de oro)
- 1990: Chagrin d'amour (120 000 ejemplares, disco de oro)
- 1991: Un jour, on se retrouvera
- 1991: Valise ninety-one
- 1991: Les neiges de l'Himalaya (350 000 ejemplares, disco de platino)
- 1992: Le collège des cœurs brisés (120 000 ejemplares, disco de oro)
- 1992: Où est le garçon ?
- 1992: Une histoire d'amour
- 1993: Toutes les guitares du rock'n'roll
- 1993: Bats-toi
- 1993: Il faut chanter
- 1993: 2394
- 1994: Si j'ai menti
- 1994: Chanson pour un garçon
- 1994: Non non ne dis pas
- 1995: Folle de vous
- 1995: Des millions de copains
- 1995: Bonheur City
- 1996: Je rêve
- 1996: L'enfant des neiges
- 1996: La honte de la famille
- 1997: Toutes les chansons du monde
- 1998: Je ne vous ai pas oublié (No comercializado)
- 2006: Hou la menteuse ! - Remix (175 000 ejemplares, disco de plata)
- 2006: La valise - Remix
- 2006: Allo, allo Monsieur l'ordinateur - Remix
- 2010: A l'Olympia

### Videos
- 1984: Au pays des chansons (1980) (VHS)
- 1984: Les chansons de France (Clips) (VHS)
- 1987: On va faire du cinéma (1985) (VHS)
- 1988: Au Zénith (1986) (VHS)
- 1989: Zénith 88 (VHS)
- 1989: Jardin des chansons (Volúmenes 1 a 4) (VHS)
- 1990: Chagrin d'amour (Clips) (VHS)
- 1990: A Bercy (1990) (VHS)
- 1990: Les aventures de Dorothée : Un ami (1987)  (VHS)
- 1991: Top Dorothée (VHS)
- 1991: Les neiges de l'Himalaya (Clips) (VHS)
- 1992: Une histoire d'amour (Clips) (VHS)
- 1992: Bercy 92 (VHS)
- 1993: 2394 (Clips) (VHS)
- 1993: Dorothée karaoké (VHS)
- 1994: Bercy 94 (VHS)
- 1994: Nashville Tennessee (Clips) (VHS)
- 1995: Bonheur city (Clips) (VHS)
- 1995: Dorothée Karaoké (VHS)
- 1997: Bercy 96 (VHS)
- 2002: L'amour en fuite (1978) (Film) (DVD)
- 2002: La gueule de l'autre (1979) (Film) (DVD)
- 2002: Pile ou face (1980) (Film) (DVD)
- 2003: Mon oncle d'Amérique (1980) (Film) (DVD)
- 2004: Le jardin des chansons Karaoké (Clips) (DVD)
- 2006: Dorothée BERCY (90, 92, 94, 96) (4 DVD)

## Televisión

### Televisión y películas
- 1985 : Dorothée et le Trésor des Caraïbes
- 1986 : Dorothée et la Voiture rouge
- 1987 : Les Aventures de Dorothée : Un AMI

### Series de televisión
- 1987-1991 : Pas de pitié pour les croissants
- 1987-1988 : Interprétation du générique de La calanque
- 1988 : Kamen Rider Black[1] (episodio 45)
- 1988 : Sekai Ninja Sen Jiraiya (episodios 29 y 31)
- 1988 : Chōjū Sentai Liveman : Doctora Dorothee (episodio 30)[2]
- 1989 : Salut Les Musclés : Doctora Françoise Rougerie (episodio 9)
- 1991 : 66 Chump Avenue : Dorothee
- 1993 : Famille fou rire : Dorothee (episodio de la unidad)